# Ostatni zjazd
Ostatni zjazd – kanadyjski thriller telewizyjny z 2006 roku w reżyserii Johna Fawcetta.

## Opis fabuły
Rozwódka Beth (Kathleen Robertson) samotnie wychowuje 10-letniego synka z paraliżem nóg. Bizneswoman Diana (Andrea Roth) ma dwójkę dzieci. Całe dnie spędza w pracy próbując ustatkować swoją sytuację materialną, zaniedbując przy tym rodzinę. Pewnego dnia ich losy nagle się krzyżują. Kobiety łączy tragiczny wypadek, a policja stara się wyjaśnić towarzyszące mu okoliczności.

## Obsada
- Kathleen Robertson - Beth
- Andrea Roth - Diana Burke
- Linden Ashby - Scott Burke
- Marie-Josée Colburn - Melissa